# Hypselodoris iba
Hypselodoris iba — вид голозябрових молюсків родини Chromodorididae. Описаний у 2018 році на основі генетичного аналізу. До цього його плутали з Hypselodoris bullocki.

## Поширення
Вид трапляється серед коралових рифів у морях Філіппін та Індонезії.

## Опис
Молюск завдовжки до 7 см. Він характеризується наявністю двох варіантів забарвлення: бузковий з білою смугою і кремовий з бузковою смугою і помаранчевими плямами. Раніше фахівці були впевнені, що це два різних види — до тих пір, поки один дайвер не сфотографував, як два різнокольорових молюски спаровуються. Пізніше дані генетичного дослідження підтвердили, що ці молюски дійсно відносяться до одного і того ж виду. Причому бузкова морфа виду Hypselodoris iba за забарвленням разюче схожа на інший вид, що мешкає в цьому ж регіоні — Hypselodoris bullocki.